# Red Rain
Red Rain (с англ. — «Красный дождь») — композиция британского рок-музыканта Питера Гэбриела из его пятого студийного альбома So. Песня была выпущена в качестве второго сингла с альбома в США, где достигла 3-го места в чарте Hot Mainstream Rock Tracks, продержавшись там в течение трёх недель — между июлем и августом. В остальном мире песня была выпущена в 1987 году, как последний, пятый, сингл пластинки, в связи с чем получила меньше интереса публики и отметилась лишь на 46-м месте в британском хит-параде UK Singles Chart. В 1994 году в США и Великобритании издавалась концертная версия «Red Rain».

## Предыстория
Текст песни являлся отсылкой к повторяющемуся сну Гэбриела, в котором он плавал в бассейне на заднем дворе и пил холодное красное вино. В другой версии сна он видел бутылки в форме людей, падающих с обрыва. Когда они разбивались от ударов об землю из них вытекала красная жидкость, как правило, это сопровождалось проливным дождём из той же красной жидкости.
В начале сольной карьере у Гэбриела была идея для фильма «Mozo». В котором крестьяне наказывались за свои грехи кроваво-красным дождём. «Red Rain» должен был стать основной музыкальной темой этой ленты. В конце концов музыкант забросил эту идею, хотя в песне «On the Air», из альбома Peter Gabriel (II), имелось упоминание о «Mozo». Песни «Down The Dolce Vita», «Here Comes The Flood», and «Exposure» также ссылались на сюжет фильма.
В создании базирующейся на перкуссии мелодии участвовали два известных американских барабанщиков: Стюарт Коупленд из The Police, который играл на хай-хэтах имитировавших фоновые звуки дождя, был специально приглашён Гэбриелом благодаря своему мастерскому обращению с тарелками, а также Джерри Маротта (исполнивший основную партию ударных), который был основным барабанщиком автора. По мнению биографа музыканта Дэрил Изли (Daryl Easlea), эта песня была «задумчивым вступлением к альбому», которое отражало «две очень актуальные одержимости 1980-х: СПИД и радиоактивное заражение». Стивен Томас Эрлевайн из AllMusic описал её как «величественный гимн, популярный на альбомном рок-радио».

## Список композиций
1. «Red Rain»
2. «In Your Eyes» (special mix) [only on 12"]
3. «Ga-Ga»

«Ga-Ga» представляет собой инструментальную версию песни «I Go Swimming», которая была выпущена только на концертном альбоме Plays Live.

## Участники записи
- Питер Гэбриел — ведущий вокал, фортепиано, Fairlight CMI, Sequential Circuits Prophet-5[англ.]
- Джерри Маротта[англ.] – ударные
- Крис Хьюз[англ.] – программирование Linn LM-1
- Стюарт Коупленд — хай-хэт
- Тони Левин — бас-гитара
- Дэвид Роудс — гитара, бэк-вокал
- Даниэль Лануа — гитара
- Кевин Киллен[англ.] – микширование